# Matthias Meyer-Göllner

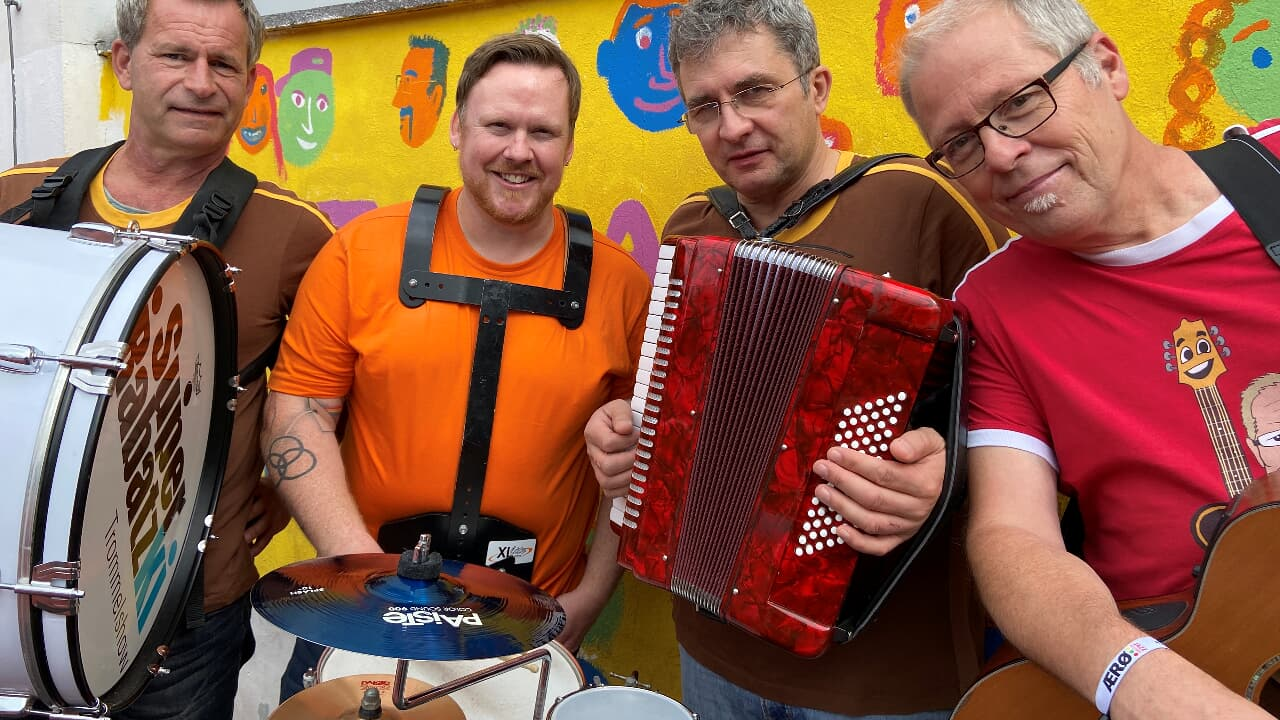
Matthias Meyer-Göllner (rechts) mit seiner Band "Die Zappelbande" 2022

Matthias Meyer-Göllner (* 4. Februar 1963 in Neumünster; † 7. April 2024 in Barcelona) war ein deutscher Musikpädagoge, Komponist und Kinderliedermacher.

## Leben
Matthias Meyer-Göllner wurde 1963 in Neumünster geboren. Nach seinem Studium der Sonderpädagogik, Schwerpunkt Musik, begann er Kinderlieder zu komponieren, die er auf Mitmach-Konzerten und auf Tonträgern präsentierte. Außerdem begleitete er Musicalprojekte in Schulen und bot musikpädagogische Seminare und Fortbildungsveranstaltungen an. Matthias Meyer-Göllner war verheiratet und hatte ein Kind. Er lebte bis zu seinem Tod in Kiel. Am 7. April 2024 starb Meyer-Göllner unerwartet im Alter von 61 Jahren in Barcelona.

## Veröffentlichungen
Bücher
- Kleine Helden im Wald, Jumbo Verlag, Hamburg 2016, ISBN 978-3-8337-3550-9.
- Mit Manfred Tophoven: Klitzekleine Krabbelkäfer. Fingerspiele, Lieder und Geschichten für die Allerkleinsten, Jumbo Verlag, Hamburg 2014, ISBN 978-3-8337-3228-7.
- Mit Ines Rarisch: Herbstleuchten und Laternenfest. Lieder, Geschichten, Basteltipps, Rezepte und Wissenswertes unterm Sternenhimmel, Jumbo Verlag, Hamburg 2008, ISBN 978-3-8337-2149-6.
- Mit Ines Rarisch: Plock, der Regentropfen, Jumbo Verlag, Hamburg 2006, ISBN 978-3-8337-1622-5.

Tonträger
- Rundherum und wild vergnügt, Jumbo Verlag, Hamburg 2018, ISBN 978-3-8337-3835-7
- Mit Die Fabelhaften 3: Wo die großen Elefanten spazieren geh'n, Jumbo Verlag, Hamburg 2017, ISBN 978-3-8337-3610-0
- Du singst und springst und fühlst dich riesengroß! Der große Kinderlieder-Mitmachspaß, Jumbo Verlag, Hamburg 2017, ISBN 978-3-8337-3693-3
- Kleine Helden im Wald, Jumbo Verlag, Hamburg 2016, ISBN 978-3-8337-3581-3.
- Über das Meer, Jumbo Verlag, Hamburg 2015, ISBN 978-3-8337-3404-5.
- Die Wunderzaubertür. Neue Spiel- und Bewegungslieder, Jumbo Verlag, Hamburg 2015, ISBN 978-3-8337-3421-2.
- Fang mir einen Riesen. Die schönsten Lieder und Musikabenteuer des Robinson Spielmann, Jumbo Verlag, Hamburg 2015, ISBN 978-3-8337-3495-3.
- Alice im Wunderland. Eine fantastische Liederreise, Jumbo Verlag, Hamburg 2015, ISBN 978-3-8337-3509-7.
- Mit Die Fabelhalten 3: Es lebt der Eisbär in Sibirien, Jumbo Verlag, Hamburg 2015, ISBN 978-3-8337-3398-7.
- Klitzekleine Krabbelkäfer. Neue Lieder für die Allerkleinsten, Jumbo Verlag, Hamburg 2014, ISBN 978-3-8337-3229-4.
- Sonnentanz und Windgesang. Frühling, Sommer, Herbst und Winter. Die schönsten Kinderlieder im Jahreskreis, Jumbo Verlag, Hamburg 2014, ISBN 978-3-8337-3234-8.
- Tooor! Fußball-Lieder. Für Spielwiese, Sportplatz und Stadion, Jumbo Verlag, Hamburg 2014, ISBN 978-3-8337-3238-6.
- Herbstleuchten und Laternenfest. Lieder unterm Sternenhimmel, Jumbo Verlag, Hamburg 2014, ISBN 978-3-8337-3326-0.
- Schmetterling trifft Pusteblume. Komm mit in meinen Lieder-Garten!, Jumbo Verlag, Hamburg 2013, ISBN 978-3-8337-3067-2.
- Keiner singt so schön wie du! Springlebendige und kuschelzarte Spiel- und Spaßlieder, Jumbo Verlag, Hamburg 2013, ISBN 978-3-8337-3167-9.
- Mit Die Fabelhaften 3: Auf der Mauer, auf der Lauer, Jumbo Verlag, Hamburg 2013, ISBN 978-3-8337-3093-1.
- Weihnachten in Wichtelhausen. Lieder für tanzende Wichtel und singende Engel, Jumbo Verlag, Hamburg 2012, ISBN 978-3-8337-2955-3.
- Mit Die Fabelhaften 3: Drei Chinesen mit dem Kontrabass, Jumbo Verlag, Hamburg 2012, ISBN 978-3-8337-2430-5.
- Wir tanzen auf der Liederwolke. Lieder, Fingerspiele und Bewegungsspaß für Minis, Jumbo Verlag, Hamburg 2011, ISBN 978-3-8337-2699-6.
- Was machst du da? Beruferaten mit der Zappelbande, Jumbo Verlag, Hamburg 2011, ISBN 978-3-8337-2796-2.
- Klängefest in Klapperbach. Mitmachlieder für wache Ohren und flinke Füße, Jumbo Verlag, Hamburg 2010, ISBN 978-3-8337-2632-3.
- Zehn kleine Tannenbäume. Lieder aus dem Weihnachtswichtelwald, Jumbo Verlag, Hamburg 2010, ISBN 978-3-8337-2633-0.
- Flattertom und Flederlilly. Ein nächtliches Fledermausical, Jumbo Verlag, Hamburg 2009, ISBN 978-3-8337-2410-7.
- Ein Weihnachtsbär im Sternenhaus, Jumbo Verlag, Hamburg 2008, ISBN 978-3-8337-2225-7.
- LiLaLiedergeister, Jumbo Verlag, Hamburg 2006, ISBN 978-3-8337-1520-4.
- Plock, der Regentropfen, Jumbo Verlag, Hamburg 2004, ISBN 978-3-8337-1104-6.
- Fränkie-Frosch und die Mondscheintomate. Ein Teichkonzert für Kinder und Frösche, Jumbo Verlag, Hamburg 2003, ISBN 978-3-89592-850-5.